# Janusz Maciejewski
Janusz Julian Maciejewski (ur. 2 czerwca 1930 w Łodzi, zm. 9 lutego 2011 w Warszawie) – polski filolog, specjalizujący się w historii literatury polskiej, krytyce literackiej i socjologii literatury. Polski wolnomularz.
Studiował polonistykę na Uniwersytecie Łódzkim, wśród jego wykładowców był Zdzisław Skwarczyński. w 1951 roku ukazały się jego pierwsze prace dotyczące historii literatury, a także (w tygodniku „Wieś”) teksty krytyczne. Pracował na Wydziale Polonistyki Uniwersytetu Warszawskiego, w 1968 roku po wydarzeniach marcowych został odsunięty od zajęć dydaktycznych. W 1969 roku zatrudnił się w Instytucie Badań Literackich PAN.
Na Uniwersytet Warszawski wrócił w 1981 roku, pracował w Instytucie Literatury Polskiej do przejścia na emeryturę w 2000 roku. W roku 1990 otrzymał tytuł profesora nauk humanistycznych.
Był członkiem polskiego PEN-Clubu, a w latach 1999–2001 jego prezesem.
W 2007 roku został odznaczony Złotym Medalem „Zasłużony Kulturze Gloria Artis”.
Współtwórca powojennego odrodzenia polskiego wolnomularstwa. Mistrz Loży Matki „Kopernik”, kilkakrotnie wybierany jej czcigodnym, w latach 1994-1999 wielki mistrz, a potem wielki mistrz honorowy Wielkiej Loży Narodowej Polski.
Został pochowany na cmentarzu ewangelicko-augsburskim w Warszawie (aleja 39, grób 60)

## Wybrane publikacje
- Tomasz Kajetan Węgierski (1951)
- Przedburzowcy: z problematyki przełomu między romantyzmem a pozytywizmem (1971)
- Przełom antypozytywistyczny w polskiej świadomości kulturowej końca XIX wieku  (1986, red., ISBN 83-04-02316-4)
- Obszary i konteksty literatury (1998, ISBN 83-7181-088-1)
- Przemiany formuły polskości w drugiej połowie XIX wieku (1999, red., ISBN 8387456422)
- Pozytywizm – języki epoki (2001, red., ISBN 83-87456-79-9)
- Żywioł słowa: literatura i jej formy mówione (2001, red., ISBN 978-83-89348-09-8)